# 彭澤郡
彭澤郡，东汉末年设置的郡。
东汉末年，孙权在豫章郡彭泽县置彭澤郡，治所在彭澤县（今江西省彭泽县），同时还有庐陵郡、鄱阳郡设立，后废彭澤郡，地入豫章郡。豫章郡与吴郡、会稽郡、丹阳郡、庐陵郡、庐江郡并称江东六郡。